# Boulevard Montmartre, Mardi Gras
 (juin 2023).
Si vous disposez d'ouvrages ou d'articles de référence ou si vous connaissez des sites web de qualité traitant du thème abordé ici, merci de compléter l'article en donnant les références utiles à sa vérifiabilité et en les liant à la section « Notes et références ».
Boulevard Montmartre, Mardi Gras (Paris) est un tableau réalisé par Camille Pissarro en 1897. Il est conservé au Musée Hammer, de Los Angeles (Californie). Cette œuvre fait partie d'une série de quatorze peintures représentant différentes périodes de la journée et saisons du Boulevard Montmartre.